# Limitations de vitesse en Israël
Les limitations de vitesse en Israël (abréviation officielle: IL) sont les suivantes :
- 50 km/h en ville ;
- 80 km/h sur route hors agglomération (sans terre-plein central) ;
- 90 km/h sur route hors agglomération (avec terre-plein central) ;
- 110 km/h sur autoroute[1].

## Autres règles
- Limite d'alcoolémie autorisé au volant : 0,5 g/L d'alcool dans le sang[2].